# مرتضی نی‌داوود
مرتضی نی‌داوود (۱۲۷۹ – ۲ مرداد ۱۳۶۹ ه‍.ش) موسیقی‌دان، آهنگساز و نوازندهٔ تار اهل ایران بود. او در خانواده‌ای یهودی و دوستدار موسیقی پرورش یافت. تصنیف «مرغ سحر» از جمله آثار سرشناس او است.

## زندگی
مرتضی نی‌داوود در سال ۱۲۷۹ در خانواده‌ای یهودی در تهران متولد شد. در برخی منابع محل تولد او اصفهان ذکر شده‌است. در کودکی استعداد موسیقی وی آشکار شد و پدرش «بالا خان» که خود اهل موسیقی بوده و با تار و تنبک آشنایی داشت، او را نزد «رمضان ذوالفقاری» (از شاگردان آقا حسینقلی) برد. مرتضی خان به مدت هفت ماه تحت تعلیم رمضان ذوالفقاری قرار گرفت و سپس نزد آقا حسینقلی رفت و به مدت دو سال و نیم نیز از آموزش‌های این استاد بهره جست.
وی بعد از آقا حسینقلی، نزد شاگرد برجسته او درویش خان، ردیف موسیقی و نواختن تار را آموخت و پس از سه سال موفق به دریافت نشان «تبرزین طلایی» که به شاگردان ممتاز داده می‌شد، شد.
از شاگردان مشهور مرتضی نی‌داوود، فرهنگ شریف است.

## فعالیت‌ها
نی‌داوود در اوایل ۱۳۰۴ اقدام به تأسیس کلاسی برای تدریس تار و ردیف موسیقی ایرانی نمود و اسم آن را به احترام استادش، درویش نام‌گذاری کرد که پس از مرگ نابهنگام استاد درویش خان ادامه آموزش شاگردان استادش را نیز در آنجا برعهده گرفت.
آشنایی او با قمرالملوک وزیری در یک محفل خصوصی منجر به کشف یکی از بزرگ‌ترین استعدادهای آواز ایرانی می‌شود که در ادامه به همکاری آن دو انجامیده و قمر با آموختن از او بسیاری از ترانه‌های مشهور خود را اجرا کرد. بیشتر تصنیف‌ها و آوازهای قمر از سال ۱۳۰۶ به بعد با تار مرتضی خان نی‌داوود همراه بوده‌است.
نی‌داوود پس از تأسیس رادیو مانند هنرمندان دیگری چون رضا محجوبی، علی اکبر شهنازی، حبیب سماعی، ابوالحسن صبا و موسی معروفی، به همکاری با رادیو پرداخت. او برای خوانندگان معروفی چون قمرالملوک وزیری، ملوک ضرابی، روح‌انگیز، ادیب خوانساری، جواد بدیع زاده و غلامحسین بنان تصنیف ساخته یا با آوازشان تار نواخته‌است.
وی در سال ۱۳۴۸ اقدام به اجرا و ضبطِ حدود ۳۰۰ گوشه از ردیف موسیقی ایرانی نمود که توسط «انتشارات ماهور» چاپ و نشر یافته‌است. پیش‌درآمد اصفهان اثر مرتضی نی‌داوود، با تنظیم مرتضی حنانه موسیقی عنوان‌بندی مجموعه تلویزیونی «هزاردستان» ساخته علی حاتمی است. همچنین این قطعه با تنظیم فریدون شهبازیان روی شعری سروده فریدون مشیری و با صدای علیرضا افتخاری اجرای با کلام نیز داشته‌است.
مرتضی نی‌داوود، سال‌ها در خیابان منوچهری تهران مغازه لوازم خانگی داشت، ولی بعد از حدود ۳۰ سال در سال ۱۳۵۵ تقریباً دو سال قبل از انقلاب اسلامی ایران و در سن ۷۶ سالگی به همراه فرزندانش به آمریکا مهاجرت کرد و در شهر سان فرانسیسکو ساکن شد و تا آخر عمرش در آن شهر زندگی کرد.

## درگذشت
وی در ۲ مرداد سال ۱۳۶۹ به علت کهولت سن در سن نود سالگی در آمریکا درگذشت.

## آثار
- تصنیف مرغ سحر
- تصنیف شاه من، ماه من (پیش‌درآمد اصفهان)
- تصنیف مرغ حق
- تصنیف آتش دل
- تصنیف خروسک دم نزن وقت سحر نیست با صدای ملوک ضرابی
- ترانه نازکی مثل گل با صدای شاهرخ
- اجرای مفصل گوشه‌ها که توسط مؤسسهٔ ماهور منتشر شده‌است.